# Sărbătoare publică
O sărbătoare națională sau sărbătoare legală este o sărbătoare în general stabilită prin lege și este, de obicei, o zi nelucrătoare în cursul anului.
Națiunile și teritoriile suverane respectă sărbătorile pe baza unor evenimente importante pentru istoria lor, cum ar fi Ziua Națională. De exemplu, australienii sărbătoresc Ziua Australiei.
Acestea variază în funcție de țară și pot varia în funcție de an. Cu 36 de zile pe an, Nepal este țara cu cel mai mare număr de sărbători legale, dar respectă șase zile lucrătoare pe săptămână. India se situează pe locul al doilea, cu 21 de sărbători naționale, urmată de Columbia și Filipine la câte 18. De asemenea, China și Hong Kong se bucură de 17 pauze publice pe an. Unele țări (de exemplu, Cambodgia) cu o săptămână de lucru mai lungă, de șase zile, au mai multe vacanțe (28) pentru a compensa.
Sărbătorile legale sunt, în general, zile de sărbătoare, cum ar fi aniversarea unui eveniment istoric semnificativ, sau poate fi o sărbătoare religioasă ca Dīpāvali. Sărbătorile pot pica într-o anumită zi a anului, pot fi legate de o anumită zi a săptămânii într-o anumită lună sau pot urma alte sisteme calendaristice, cum ar fi Calendarul lunar.
În Franța „Journée de solidarité envers les personnes âgées”,(„Ziua solidarității cu persoanele în vârstă”) este o excepție notabilă. Această sărbătoare a devenit o zi lucrătoare obligatorie, deși Consiliul de Stat a confirmat că rămâne o sărbătoare.

## Sărbătorile legale și dreptul muncii
În unele țări, există legi naționale care prevăd unele sau toate sărbătorile legale în concediu plătit, iar în alte țări nu există astfel de legi, deși multe firme oferă zile libere de concedii plătite sau neplătite.  În Statele Unite și Regatul Unit, de exemplu, nu există nicio lege națională care să impună angajatorilor să plătească angajații care nu lucrează în zilele de sărbătoare legală (deși statele americane Rhode Island și Massachusetts au plătit legile privind vacanțele). În Noua Zeelandă, o lege națională stabilește 11 sărbători legale plătite.  În cazul în care un lucrător lucrează într-o zi de sărbătoare legală, acesta trebuie să fie plătit de 1,5 ori mai mare decât salariul obișnuit și să i se acorde o altă zi liberă alternativă.